# Refugi Font Ferrera
El refugi Font Ferrera és un refugi guardat de mitja muntanya, situat a l'extrem sud-oest del Massís dels Ports, a 1157 m d'altitud, a la serralada més meridional de Catalunya.
El refugi són 40 places (20 en absència de guarda) en lliteres seguides amb matalassos i flassades, llum de plaques solars, vàters i dutxes d'aigua calenta. Hi ha lloc per cuinar, servei de menjars i begudes, estufa de llenya, internet i disposa d'emissora.
Es pot pernoctar per fer excursions, passejades i bicicleta de muntanya. El sender de gran recorregut GR-7 passa pel darrere del refugi, i és lloc de pas d'excursionistes que recorren aquesta ruta. És obert tot l'any. Cal demanar reserva per dormir i menjar.

## Accessos
És al terme de La Sénia, ben a prop del Tossal d'en Cervera (1.346 m), encara que l'accés en vehicle es fa des de la població valenciana de Fredes, després de 13 km de pista forestal. És punt de pas del GR 7, formant part de la travessa Estels del Sud, que recorre tot el massís dels Ports.
A peu es pot accedir des de Fredes en hora i mitja, des del Pinar Pla en 30 min, seguint el GR 7 des del refugi Caro són 5 h i des del refugi Mas del Frare 2:15 h i des de la Sénia 7 hores.

## Ascensions i travessies
Es tracta d'un refugi amb nombroses opcions per practicar l'excursionisme en família, pels senders GR 7, GR 8 i PR C 16, ascensions i travessies a El Negrell (1.344 m), Tossal d'en Cervera (1.347 m) i Tossal dels Tres Reis (1.350 m).